# Cantonul Eu
Cantonul Eu este un canton din arondismentul Dieppe, departamentul Seine-Maritime, regiunea Haute-Normandie, Franța.

## Comune
| Comune                   | Populație (1999) | Cod poștal | Cod INSEE |
| ------------------------ | ---------------- | ---------- | --------- |
| Baromesnil               | 259              | 76260      | 76058     |
| Canehan                  | 306              | 76260      | 76155     |
| Criel-sur-Mer            | 2 670            | 76910      | 76192     |
| Cuverville-sur-Yères     | 176              | 76260      | 76207     |
| Étalondes                | 1 030            | 76260      | 76252     |
| Eu                       | 8 081            | 76260      | 76255     |
| Flocques                 | 615              | 76260      | 76266     |
| Incheville               | 1 431            | 76117      | 76374     |
| Longroy                  | 611              | 76260      | 76394     |
| Melleville               | 294              | 76260      | 76422     |
| Le Mesnil-Réaume         | 439              | 76260      | 76435     |
| Millebosc                | 244              | 76260      | 76438     |
| Monchy-sur-Eu            | 492              | 76260      | 76442     |
| Ponts-et-Marais          | 828              | 76260      | 76507     |
| Saint-Martin-le-Gaillard | 315              | 76260      | 76619     |
| Saint-Pierre-en-Val      | 1 018            | 76260      | 76638     |
| Saint-Rémy-Boscrocourt   | 694              | 76260      | 76644     |
| Sept-Meules              | 163              | 76260      | 76671     |
| Tocqueville-sur-Eu       | 153              | 76910      | 76696     |
| Touffreville-sur-Eu      | 207              | 76910      | 76703     |
| Le Tréport               | 5 900            | 76470      | 76711     |
| Villy-sur-Yères          | 138              | 76260      | 76745     |